# 萡子寮
萡子寮，原寫為萡仔藔，是臺灣雲林縣四湖鄉的一個傳統地域名稱，位於該鄉西南端。相較於今日行政區，其範圍大致包括萡子村、萡東村不含東部邊界地帶中段、廣溝村南半部。

## 歷史
臺灣日治初期，萡子寮地區為一（舊制）街庄，稱為「萡仔藔庄」，隸屬於尖山堡。該庄北與三條崙庄為鄰，東邊及南邊與為下崙庄，西邊臨臺灣海峽。
1901年（日治明治三十四年）11月，全臺廢縣廳改設二十廳，該庄隸屬於斗六廳。1903年（明治三十六年）6月，該庄編入「下崙區」，隸屬於斗六廳。1909年（明治四十二年）10月，合併二十廳為十二廳，下崙區改隸屬於嘉義廳。1920年（大正九年），全臺地方制度大改正，廢十二廳改設五州二廳，該庄改制並雅化為「萡子寮」大字，隸屬於臺南州北港郡四湖庄（新制街庄）。
戰後四湖庄改制為四湖鄉，隸屬於臺南縣，大字亦改制為村。1950年10月，雲、嘉、南分治，四湖鄉改隸屬雲林縣。

## 聚落
本地區發展較早的聚落有頂萡仔藔、新庄（已消失）、廣溝等，在日治期初期的官方地圖上已有記載。此外，本地區尚有新厝聚落。

## 交通
鄉道雲131線是三條崙至成龍的道路，經過本地區東部的廣溝、萡子寮兩個聚落。由該道路向北可前往三條崙，並止於縣道160號路口；向東南可前往下崙、口湖、蚵寮、牛尿港，並止於鄉道雲144線終點路口（位於今成龍村）。
鄉道雲131-1線是萡子寮至下寮的道路，其西北側端點（起點）位於萡子寮聚落建陽國小東側的鄉道雲131線路口。由此向東轉南再轉東南東，可前往下崙地區北部的下寮聚落，並止於鄉道雲129線路口。
鄉道雲131-2線是萡子寮至下崙的道路，其西北側端點（起點）位於萡子寮聚落普天宮旁的鄉道雲131線路口。由此向西北西轉西微北再轉南蜿蜒而行，其後轉東可前往下崙，並止於鄉道雲131線路口。
鄉道雲131-3線是五塊厝至廣溝的道路，其南側端點（終點）位於廣溝聚落的鄉道雲131線路口（原三崙國小廣溝分校前）。由此向東南東繞彎道轉東北，可前往三條崙地區的五塊厝，並止於縣道160號路口。
鄉道雲132線是廣溝至鹿場的道路，其西側端點（起點）位於廣溝聚落南側的鄉道雲131線路口。由此向東轉東南可前往三條崙/下崙交界地帶、下崙/飛沙交界地帶、飛沙地區南部、內湖地區中部、羊稠厝地區南端、下寮地區中部、鹿場地區西部，並止於該地區西部近邊界地帶中段的一個三叉路口（下寮地區咯內聚落東北郊）。

## 學校
- 建陽國小
- 三崙國小廣溝分校（已廢校）

## 產業
- 萡子寮漁港
- 萡子寮普天宮

## 觀光
萡子寮以萡子寮普天宮為中心，邀請藝術家在村中以詼諧方式重新詮釋東方神話，呼應當地廟宇的傳奇色彩；包含當地海清宮包公廟的包青天等神話故事，創作的總長度超過1公里。
2008年，為了促進地方觀光，交通部觀光局以吉祥物「喔熊組長」為主題加入立體雕塑、透視畫，統整規劃為打卡景點「喔熊藝術村」。